# Gyergyószentmiklós
Gyergyószentmiklós (románul: Gheorgheni, németül: Niklasmarkt) város Romániában; Hargita megye harmadik legnépesebb városa, az egykori Gyergyószék központja. A várost északkelet-kelet felől Neamț megye, délkelet felől Balánbánya, déli, nyugati és északi irányból  pedig Gyergyóújfalu, Gyergyócsomafalva, Gyergyóalfalu és Gyergyószárhegy határolja.
Ünnepnapja december 6-a, Szent Miklós napja.

## Földrajz
A város Csíkszeredától 59 km-re északnyugatra a Békény-patak hordalékkúpján, a Gyergyói-medence keleti szélén fekszik. Délről Tekerőpatak, nyugatról Alfalu, északnyugat felől Szárhegy öleli körül. Kelet felől a Magas-Bükk és Pongrác-tető (1257 m), északon a Piricske-tető (1545 m) határolja.
A 12-es országút kapcsolja össze Csíkszeredával (62 km) és Maroshévízzel (42 km a vasútállomás). Parajd (65 km) felől az 1287 m magas Bucsin-tetőn átvezető 13B műúton, Székelyudvarhely (65 km) felől a Libán-tetőn keresztülvágó 138-as megyei úton közelíthető meg. Gyilkostó (a központból 29 km) felé a 12C műút vezet. A 24 km hosszú „gyergyói körút” útvonala Gyergyószentmiklós – Gyergyóalfalu – Gyergyócsomafalva – Gyergyóújfalu – Kilyénfalva – Tekerőpatak – Gyergyószentmiklós. A székely körvasúton Csíkszereda, illetve Maroshévíz felől közelíthető meg.

### Éghajlat
Románia egyik leghidegebb éghajlatú városa, évente átlagosan több mint 160 fagyos nappal.

## Nevének eredete
A név utótagját Szent Miklósnak szentelt templomáról kapta, a gyergyó szó eredete viszont vitatott. Egyesek azt állítják, hogy a magyar gurog (= görög) ige folyamatos alakja, ebből lett a görgő, majd gyergyó, mások a György folyó nevéből (Gyergyjó) származtatják. Egy másik hagyomány azt tartja, hogy a területre legelőször betelepedők felkiáltásából (Jer! Jó!) ered. Talán a legkézenfekvőbb magyarázat az, amely Szent György nevéből eredezteti. Eszerint az ide telepedők Szent Györgyről nevezték el településüket, amely később a latin nyelvű oklevelekben és pápai dézsmajegyzékekben latinosan a Georgius helyett (hibásan) mint Georgio vagy Gyorgio jelent meg, és a köznyelvben az idők során Gyergyóvá alakult.
Külön érdekesség a település-névadási axióma iránymutatása, miszerint a templomi címünnepek jelzik a települések alapítóinak egyházi hovatartozását. Mivel a „Gyergyó” előtag etimológiájának helyes levezetése a görög jelzőből logikusabb mint a gurog-görög igéből, Szent Miklós pedig a bizánci egyház védőszentje, kézenfekvő azt következtetni, hogy a település neve Árpád-kori bizánci szertartású templom titulusában gyökerezik. Ez akkor is igaz, ha a „Gyergyó” előtag a Szent György (Hagios Georgios kappadókiai – tehát keleti)  katonaszent nevéből eredne, hiszen az Árpád-korban a latin szertartásúak nem választottak keleti szentet a templom patrónusának.

## Története
A helység írásos dokumentumok szerint 1332-ben már áll. Az első település a Békény-lokán volt, de a Magasbükk alatti teraszon is kerültek elő bronzkori leletek, amelyek arról vallanak, hogy e vidéket már 3000 évvel ezelőtt is lakták. Az 1562-es nagy székely felkelés után Gyergyószentmiklós lakosainak jórésze a Lázár-grófok jobbágya lesz, így szerepel 1567-ben 10 szabad székely telek mellett 78 jobbágycsalád, amely csak 1599-ben válthatta meg magát.   1607-ben vásártartási jogot kapott. 1637-ben jelentős számú örmény telepedik le itt, akik 1687-ben saját szertartásuk megtartásával egyesültek a római katolikus egyházzal. A Moldáviából áttelepült örmények jelentős csoportja erősíti a helység kereskedelmét és indítja el a városiasodását. Az itt letelepedett örmények a 18-19. század folyamán sz erősödő moldvai kapcsolatok elmélyítésében is szerepet játszanak.  1661-ben Ali basa dúlja fel a helységet. 1716-ban a tatárok dúlták fel. 1719-ben pestis pusztított. 1808-ban hatalmas tűzvész pusztította, melyben 700 ház hamvadt el. A 19. századra a környék kereskedelmi központja lesz, az akkor korszerűnek számított faipar kialakulásával Gyergyószentmiklóson számbelileg egyre több ipari dolgozó jelenik meg, majd a század 70-es éveitől megjelennek a gyárak is. A század végére kialakul a mai városközpont. 1907-ben város lett. 1944-ben leégett a Felszeg.
Itt született Salamon Ernő, a megyének népszerű költője. Az ő nevét viseli a gimnázium, amely 1908-ban nyílt meg, épülete 1915-re lett kész, előtte a költő mellszobra, Izsák Márton alkotása segít emlékét felidézni.
1910-ben 8905 lakosából 8549 magyar, 155 román és 115 német volt.
A trianoni békeszerződésig Csík vármegye Gyergyószentmiklósi járásának központja volt. 1940 szeptemberében a második bécsi döntés következtében újra Magyarországhoz került, de 1944-ben a szovjet hadsereg elfoglalta. 2002-ben 20 018 lakosából 17 524 magyar, 2161 román, 305 cigány és 7 német volt.
2003-ban kapott municípiumi rangot.

## Látnivalók

### Szabadság tér
Gyergyószentmiklós szíve, az egykori Piactér ma Szabadság tér néven Erdély egyik legszebben parkosított kisvárosi főtere. Mai képe a 19-20. század fordulóján alakult ki, amikor emeletes épületeket húztak a helyi kézművesek kezdetleges házainak helyére. Ezek egyike ma a városi kórház, egy másik a bíróság.
- A református templomot (Szabadság tér 25.) 1895–99 között építették. Ehhez Szatmári József ditrói gyógyszerész ajándékozott telket a város főterén. A templomot 1899 októberében Bartók György püspök szentelte föl. (A reformátusok a városban diaszpórában voltak és vannak. Borbáth Pál csíkszeredai református lelkész szervező munkája eredményeként a 19. században indult meg az egyházközség élete. 1899-ben a református gyülekezet 200 tagot számlált. A Gyergyói-medencében 1992-ben a reformátusok száma közel 1650 fő volt, közülük 1397-en éltek Gyergyószentmiklóson; 1999 novemberében 1394-en.)[9]
- Gyergyó fiúszék székháza a piac közelében, a bírósági épület helyén volt.
- Képzőművészeti műemlék épületek a Szabadság téren: 1-11, 13, 15, 17-19, 22, 23, 16, 30. sz. házak.

### Márton Áron utca
- A római katolikus templom (Márton Áron u. 9-11.) 1753–57 között épült az 1629-ben kibővített régi gótikus templom (1498) helyén. A plébánia 1758-ban épült.

- A templom szomszédjában a volt Páli Szent Vince női apácazárda és leányiskola (Fogarasy Leánynevelő Intézet), ahol színjátszást, táncot és zenét tanítottak. A zárdát 1876-ban szentelte föl Fogarasy Mihály püspök. Az épületben ma állami iskola működik.
- A templom közelében áll Fogarasy Mihály erdélyi püspök szobra.
- Egykori örmény családok barokk stílusú, műemlék házai: Márton Áron u. 10, 12, 14. sz.:
  - Kopacz-ház: a Kopacz család építtette az 1800-as évek elején;
  - Bocsánczy-ház: 1733-ban épült, értékes eleme az 1841-es évszámmal ellátott ablakrács, a kovácsmesterség remekműve;
  - Kövér-ház az 1810-es tűzvész után épült. Lakói állatkereskedők voltak. A kaput címerük díszítette.
- Ugyancsak műemlék a 17-18. században épült Czárán-ház (Márton Áron u. 7.).
- A Mezőgazdasági Iskolaközpont épülete 1785–1790 között épült.

### Örménytemplom utca
- A gyergyószentmiklósi örmény katolikus templom (Örménytemplom u. 1.) 1730 és 1734 között épült egy 1650 körüli kőkápolna felhasználásával. 1748-ban fallal és kerek tornyokkal erősítették meg, plébániája 1769-ben épült. A barokk épület a város északkeleti részén, a Gyilkostó felé vezető út jobb oldalán áll.
- Az örmény katolikus plébánia épülete (Örménytemplom u. 4.) ugyancsak műemlék, a 19. században épült. Görög Joachim pap idejében (1908) az alábbi jelmondatot vésték a portára: „Salutis causa nemini clausa” (A lelki üdv e háza, senki előtt sincs zárva).

### Rákóczi Ferenc utca
- Az 1770 és 1778 között épített Vertán-ház volt egykor az I. székely gyalogezred parancsnoki központja, ma a Tarisznyás Márton Múzeum van benne.
- A 29. sz. ház fakapuját 1885-ben készítette Máthé Imre faragómester.

### Köztéri szobrok
- A Szabadság tér:
  - közepén Szent Miklós szobra áll,
  - keleti sarkán pedig egy faragott kopjafa, Maradunk! felirattal.
- A Kossuth Lajos utca és a Testvériség sugárút (Bulevardul Frǎției) közötti kis parkban három szobor áll:
  - A park Kossuth Lajos utca felőli végén 1997 májusában állították fel Kossuth Lajos egész alakos szobrát, Miholcsa József marosvásárhelyi szobrászművész alkotását.
  - A park másik végében van Petőfi Sándor emlékműve.
  - A kettő között páros kopjafa emlékeztet a szabadságharcra. A két kopjafát összekapcsoló táblácskán az 1848-as és az 1992-es évszám olvasható.
- A „kommunista időszak” kényszermunkásainak ásót formázó emlékműve a Kárpát utcában (Strada Carpați) áll.
- A Maros szálló közelében, vascsövekből hegesztett és kékre festett művet alkotója valószínűleg nem mászókának, hanem „térplasztikának” szánta.Ennek a helyén ma már egy parkot létesítettek, és egy Orbán Balázs szobrot állítottak.

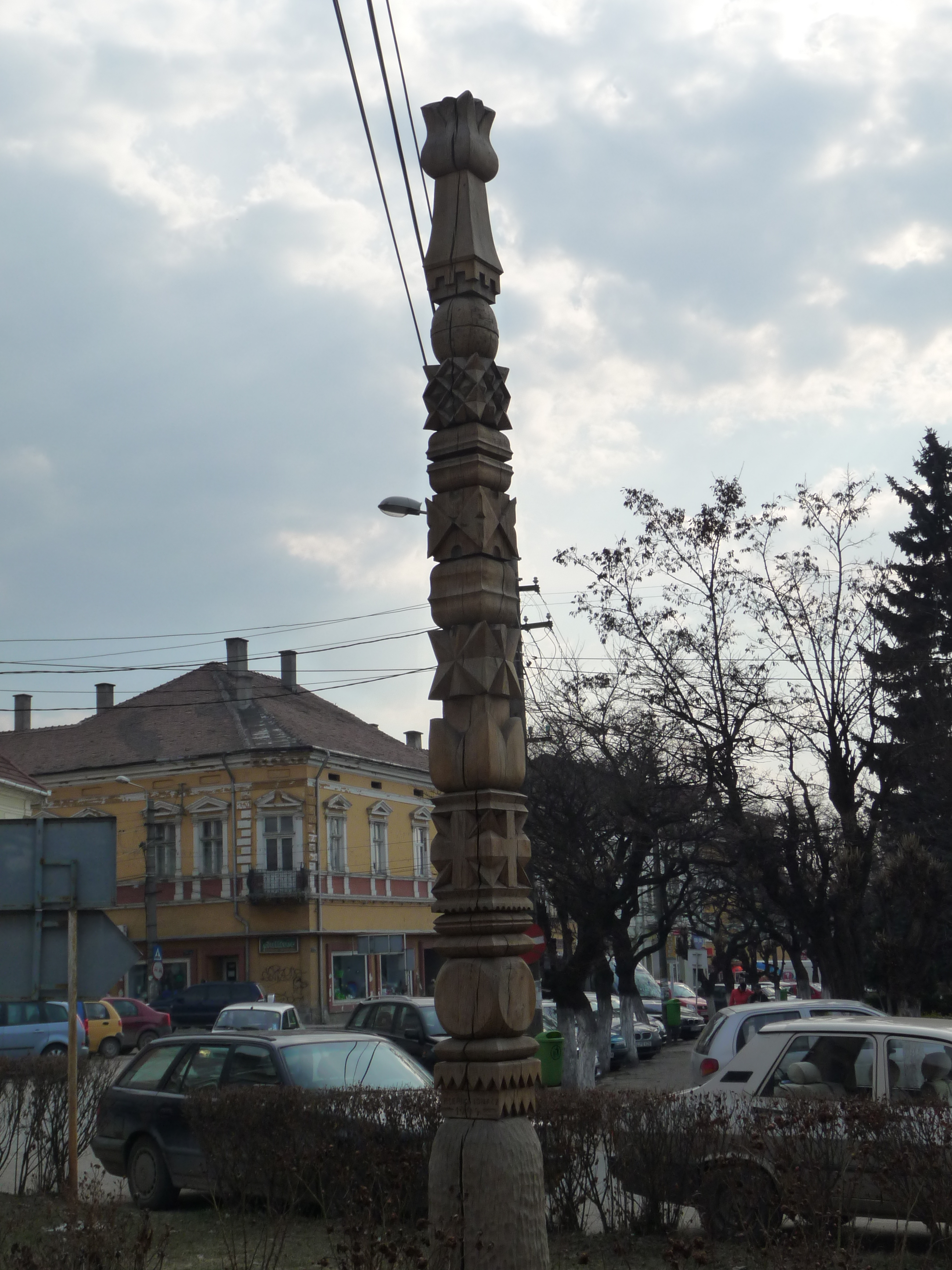
Faragott kopjafa a Szabadság tér keleti sarkán
Petőfi Sándor emlékműve
Az 1848–49-es forradalom és szabadságharc emlékműve
A „kommunista időszak” kényszermunkásainak ásót formázó emlékműve
Térplasztika a Maros szállóhoz közel

### Egyéb látnivalók

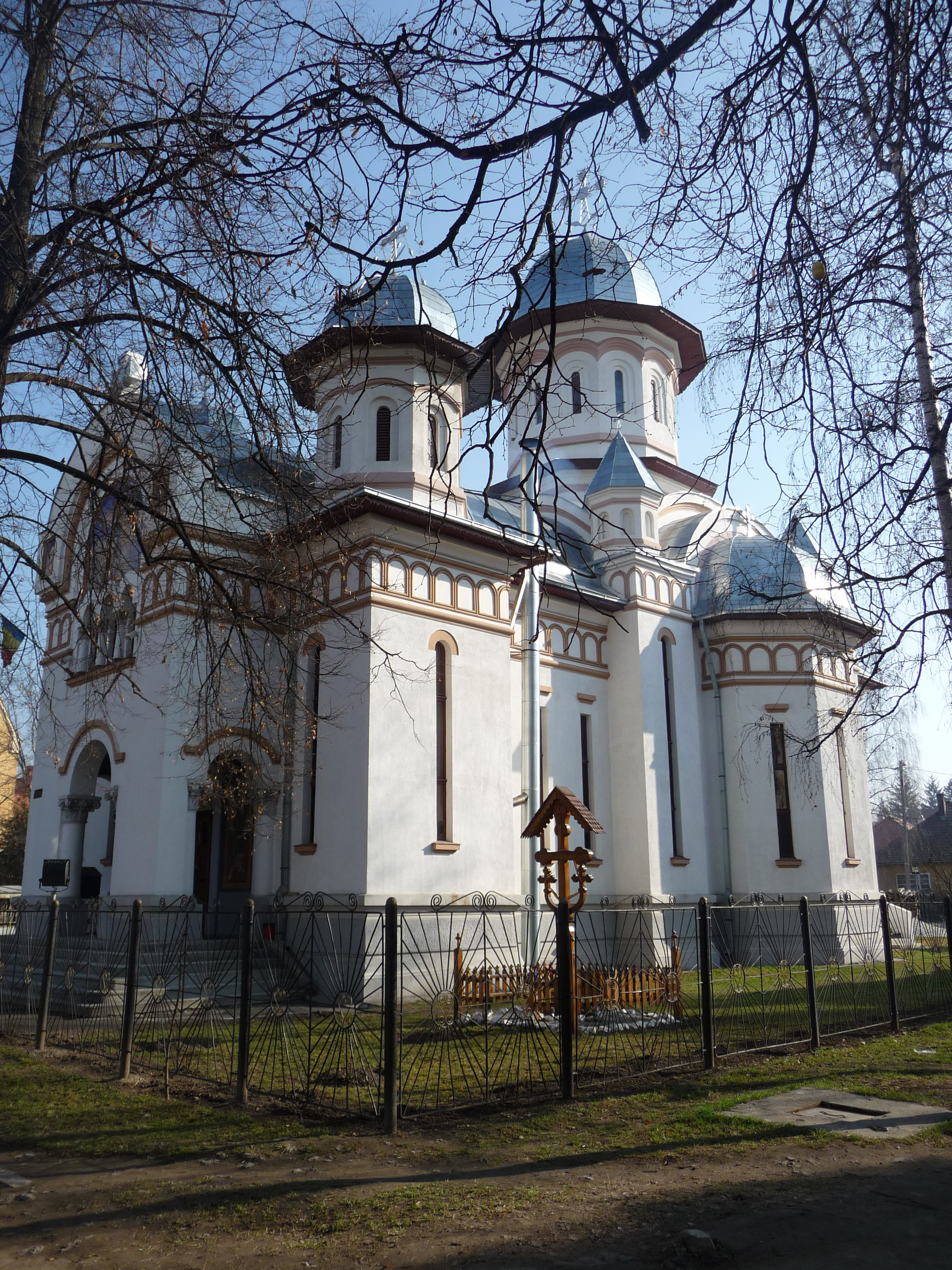
Az ortodox templom

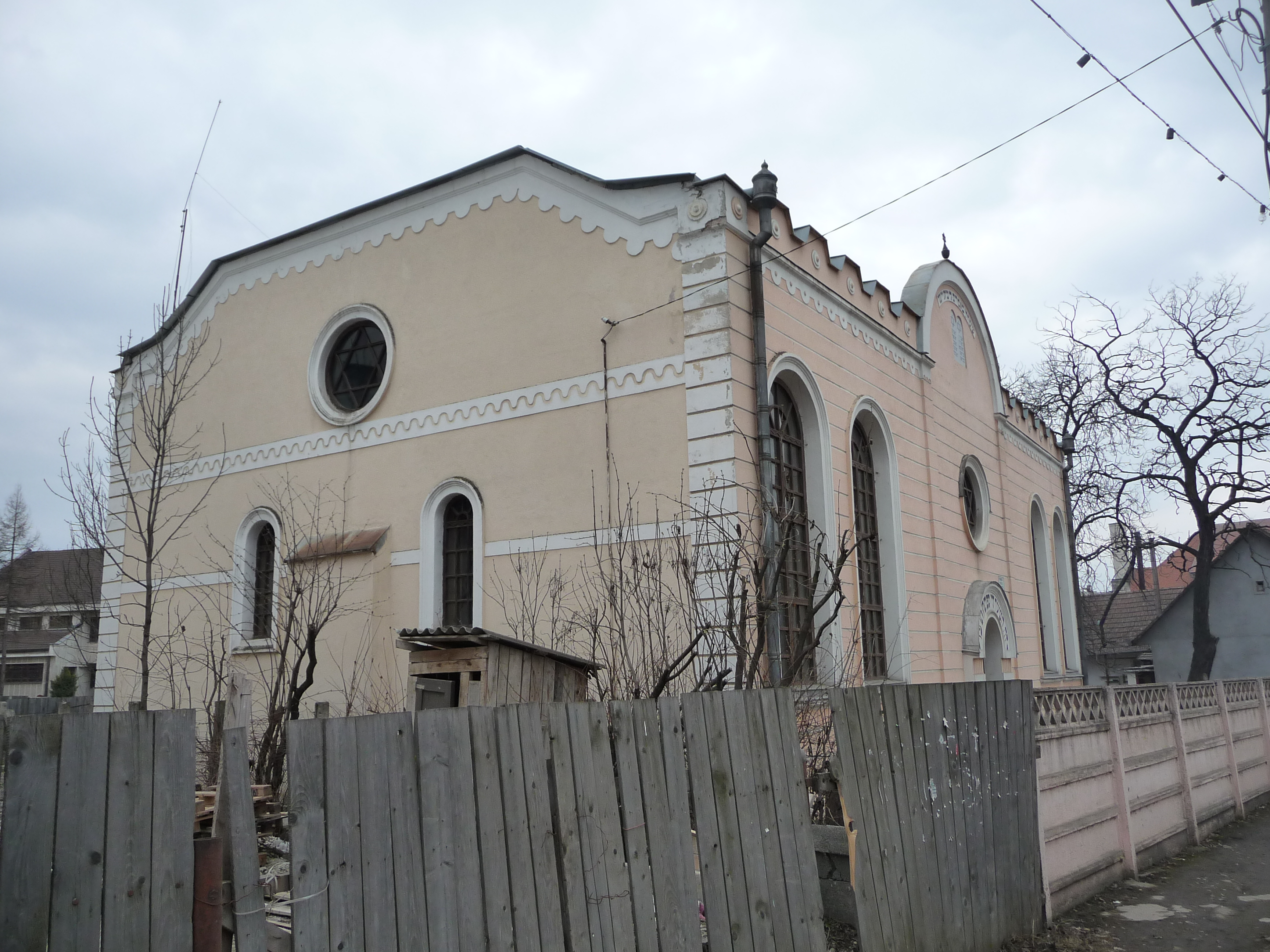
A zsinagóga

Szent István templom

- Ortodox temploma 1929 és 1937 között épült.
- A zsinagóga emléket állít a holokauszt több mint 1000 áldozatának.
- A város egyik legújabb egyházi épülete a Szent István templom és plébánia. A rendkívül modern stílusú épületegyüttest 2008. augusztus 20-án este Szent István király Ereklyéinek Átvitele Tiszteletére szentelte fel Jakubinyi György érsek és Tamás József püspök.[10]
- A várostól északra az 1087 m magas Csobot-hegyen egy magyar és egy örmény katolikus Szent Anna-kápolna áll. Az egyik a 13. században épült (később barokkosították), a másikat az 1700-as években a pestisjárvány után emelték.
- Az iskolaépület 1783-ban lett készen.
- Határában a Belkény és a Várpatak összefolyásánál sziklacsúcson láthatók Hiripné, később Both várának romjai. Eredete nem ismert. A 14. század elején a vár romjainak felhasználásával helyén várkastély épült, mely a 17. század végén a Both család birtoka lett. A Rákóczi-szabadságharc alatt a császáriak lerombolták, azóta pusztul. Közepén 1933-ban épült fel egy kis kápolna.
- A város nevezetessége a Csíky-kert, amely 16 hektáros arborétum. 1884 és 1910 között dr. Csíky Dénes ügyvéd telepítette.
- A külvárosban, a Békény utca 77. szám alatt található a ma is működő és látogatható egy, a 19. században épült vízimalom.

## Városrészek
- Felszeg, a város keleti része, amely a római katolikus templomtól keletre helyezkedik el, lakóházak és a város katonaságának kaszárnyája található itt.
- Központ és Főtér, az előbbi magában foglalja az utóbbit és annak környékét, a látnivalók nagy része, valamint az intézmények többsége itt található.
- A Központtól északra található a Temető-telep, ahol a város temetője és sok lakóház található.
- Hóvirág-telep, a város délkeleti része, itt szintén lakóházak találhatók, valamint nagy kaszálók.
- Piactér, itt található a város piaca, valamint itt irányítódik el a teherautó-forgalom. Lakóházak és intézmények alkotják, egészen a város nyugati részében elhelyezkedő vasútállomásig tart.
- Virág- és Bucsin-negyed, ezek tömbháznegyedek, szintén a vasútállomásig tartanak.
- Az ipari városrész a vasútállomástól nyugatra található, egy kissé nyújtott negyed, gyárak, irodák és áruház is található itt.
- A hagyományosan örmények lakta városrész neve Várszeg, ez ma a város szerves része. Az örmény családok házai a Márton Áron utcában láthatók.

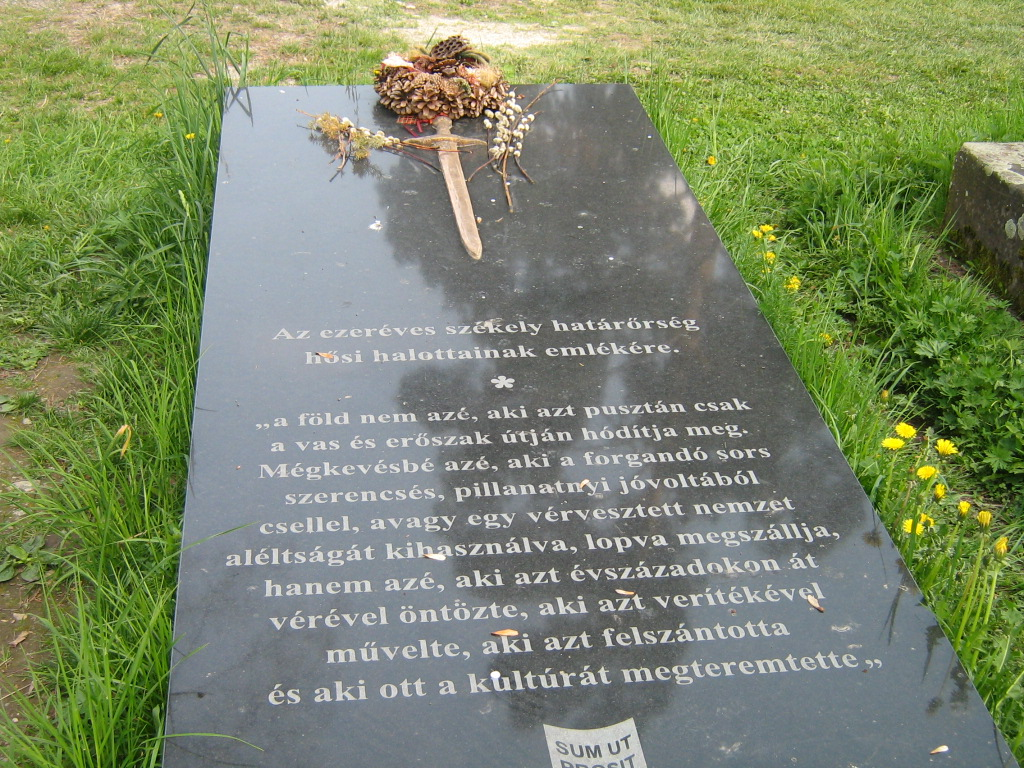
Emlékmű a város temetőjében

## Sport
A város legismertebb sportegyesülete a Gyergyói Hoki Klub jégkorongcsapat.

## Híres emberek

### Itt születtek
- 1740: Ákontz-Kövér István, mechitarista szerzetes, cimzetes érsek, a velencei rendház főapátja
- 1800: Fogarasy Mihály erdélyi püspök
- 1809: Földváry Károly 48-as honvédezredes az itáliai magyar légió parancsnoka és Földvári Sándor 48-as honvédezredes
- 1879: Vákár Péter Arthur diplomata, lapkiadó, közíró, magyar királyi kormánytanácsos
- 1881: Lázár István író, költő, forgatókönyvíró
- 1896: Imets Béla író, szerkesztő
- 1899: Karácsony János festőművész
- 1908: Vákár Tibor grafikus, festőművész
- 1908: Lengyel Zoltán örmény katolikus apostoli kormányzó
- 1909: Balás Gábor író, műfordító, jogtörténész, a Székelykör megalapítója
- 1910: Czimbalmos László pedagógus és természettudományi író
- 1912: Salamon Ernő költő
- 1915. január 15. Dr. Kónya István ügyvéd, a Szoboszlay Aladár vezette mozgalom résztvevője, 1958-ban végezték ki Temesváron vagy Aradon.
- 1924. január 2. Török István – színművész
- 1926: Bálint Erzsébet Kostyákné zenetanár, művészeti író
- 1926: Kónya István muzeológus, természettudományi szakíró
- 1935: Kolumbán József matematikus, egyetemi tanár, 2001 óta a Magyar Tudományos Akadémia külső tagja
- 1936: Jánosi Béla fizikus, fizikai szakíró
- 1939: Kercsó Attila orvos, költő
- 1944: Burján Emil szobrászművész (A képen látható Szt. Miklós szobor az ő alkotása)
- 1945: Molnár Endre olimpiai bajnok vízilabdázó, 2006-tól a város díszpolgára
- 1954: Nagy Vilmos számítástechnikai szakíró
- 1955: Béres Katalin Erzsébet festőművésznő
- 1955: Gál Éva Emese grafikusművész, költőnő
- 1964: Portik Péter festőművész
- 1974: Borboly Csaba  erdélyi magyar politikus, a Hargita Megyei Önkormányzat elnöke
- 1976: Dr. Sáska Zoltán Attila jogász, költő, az Ifjúsági Kereszténydemokrata Szövetség (IKSZ) alapítója, külügyi titkára, országos alelnöke, parlamenti titkár; a Magyar Atlanti Tanács tagja; a felsőegerszegi római katolikus templom oltárképének festője
- 1990: Bagossy Norbert, a Bagossy Brothers Company énekese
- 1958: Kató Vladimír,  grafikus, képzőművész[11]
- 1986: Dr. Páll-Gergely Barna zoológus, malakológus

### Itt éltek
- Orel Dezső (1861 – 1923) közösségszervező, lapszerkesztő, jogász, Gyergyószentmiklós rendezett tanácsú város első polgármestere.
- Joó Rózsi (Makó, 1900 – Gyergyószentmiklós, 1979) színésznő
- Itt nevelkedett és itt lett Románia kiemelkedő egyénisége szertornában Marius Urzică olimpiai bajnok, háromszoros Európa- és háromszoros világbajnok (vezetőedzője: Ferencz József).
- Gyönös Károly vegyészmérnök, egyetemi tanár. Itt nevelkedett és tanult.

## Testvérvárosai
- Békés, Magyarország
- Budapest XVII. kerülete, Magyarország
- Budapest V. kerülete, Magyarország
- Cegléd, Magyarország
- Eger, Magyarország
- Kiskunmajsa, Magyarország
- Siófok, Magyarország
- Szigetszentmiklós, Magyarország
- Topolya, Szerbia
- Somorja, Szlovákia
- Alaverdi, Örményország[12]